# سیمون تاتا
سیمون تاتا (انگلیسی: Simone Tata؛ زادهٔ ۱ ژانویهٔ ۱۹۳۰) کارآفرین اهل هند است، که در سال ۱۹۵۲ شرکت لاکمه را تأسیس کرد.